# Henri Egging
Henricus Martinus Wilhelmus (Henri) Egging (Heerlen, 5 december 1958) is een Nederlands rooms-katholiek priester en bisschoppelijk vicaris.

## Jeugd en opleiding
Egging werd geboren in Heerlen. Na zijn middelbare school ging hij naar de universiteit voor Theologie en Pastoraat in Heerlen waar hij pastoraaltheologie studeerde met als specialisatie missiologie. Daarna was hij van 1992 tot 2001 pastoraal werker Arbeidspastoraat bij het bisdom Rotterdam. Vervolgens was hij van 2001 tot 2006 werkzaam in parochies in Den Haag als pastoraal werker. Op 10 juni 2006 wijdde bisschop Van Luyn hem tot diaken en kort daarna werd hij op 18 november door diezelfde bisschop in de HH. Laurentius- en Elisabethkathedraal in Rotterdam tot priester gewijd.

## Kerkelijke loopbaan
Egging ging na zijn priesterwijding in 2006 werken in de parochie De Vier Evangelisten in Rotterdam. Daarnaast werd hij lid van het pastoraal team van de Parochiefederatie Rotterdam Rechter Maasoever. Op 1 januari 2013 is hij door Mgr. Van den Hende benoemd tot bisschoppelijk vicaris in de regio Rotterdam. In 2024 werd hij benoemd tot pastoor van de parochie H.H. Nicolaas Pieck en Gezellen in de regio Voorne-Putten.